# Raiatea

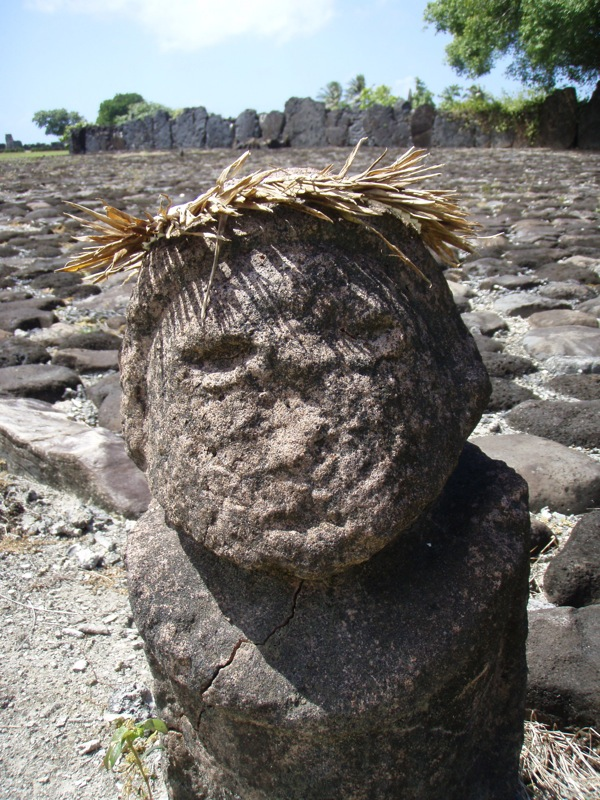
O marae Taputapuātea de Raiatea com um tiki.

Raiatea (em taitiano Ra’iātea) é uma das Ilhas de Sotavento do Arquipélago da Sociedade, na Polinésia Francesa. Está situada a 210 km ao oeste de Taiti, entre Huahine, que se encontra a 40 km, e Bora Bora. Suas coordenadas são: 16° 44′ S, 151° 27′ O.

## Geografia
Com una superfície total de 238 km²; é a segunda maior ilha do arquipélago, depois de Taiti.
Dividida em 3 comunas:
- Taputapuatea
- Tumaraa
- Uturoa